# 西湖区 (南昌市)
西湖区（せいこ-く）は中華人民共和国江西省南昌市に位置する市轄区。

## 行政区画
- 街道:南浦街道、朝陽洲街道、広潤門街道、縄金塔街道、丁公路街道、南站街道、桃源街道、朝農街道、桃花街道

## 交通

### 鉄道
- 中国国家鉄路集団
  - 京九線
    - 南昌駅
- 南昌地下鉄
  - ■1号線
  - ■2号線
  - ■3号線
  - ■4号線

### 道路
- 国道
  - G105国道
  - G316国道
  - G320国道